# Guilhem de Tudela
Guilhem de Tudela fou un trobador navarrès en occità del segle xiii. Escriví, entre el 1210 i el 1213, la primera part de la Cansó de la crozada dels albigesos, de la qual fou testimoni presencial. La continuació fou escrita per un trobador anònim, encara que alguns afirmaven que l'havia escrit Pèire Cardenal.
En la Cançó es mostra favorable a l'acció de l'església i a Simó de Montfort, però tracta amb una gran consideració Pere el Catòlic i els catalans que lluitaren a Muret. Volia compondre una cançó sobre la batalla d'Úbeda, però no va arribar a acabar-la.
Ell mateix es presenta en els primers versos de la cançó com "Comensa la cansos que maestre W. fit / Us clercs qui en Navarra fo a Tudela noirit" (v. 2-3) (Comença la cancó que el mestre W. va fer / un clerc que a Navarra, a Tudela, fou criat).